# 小口蓋神経
小口蓋神経（しょうこうがいしんけい）は、翼口蓋神経節から出る神経で、翼口蓋管を通り、小口蓋孔から口蓋へ出る。鼻腔に分布する鼻枝をもつ。
軟口蓋、扁桃腺、口蓋垂に分布する。